# Krisztián Palkovics
Krisztián Palkovics (ungarisch Palkovics Krisztián; * 10. Juli 1975 in Székesfehérvár) ist ein ehemaliger ungarischer Eishockeyspieler, der in seiner Karriere durchgängig bei Alba Volán Székesfehérvár spielte und in der ungarischen und der Österreichischen Eishockey-Liga eingesetzt wurde.   

## Karriere
Krisztián Palkovics begann seine Karriere als Eishockeyspieler in seiner Heimatstadt in der Jugend von Alba Volán Székesfehérvár. Für dessen Profimannschaft gab er in der Saison 1993/94 sein Debüt in der Ungarischen Eishockeyliga, wobei er in 20 Spielen insgesamt 27 Scorerpunkte, darunter 18 Tore, erzielte. Dies brachte ihm die Ernennung zum Rookie des Jahres ein. Mit Alba Volán, für das er seit seinem Profidebüt ausschließlich gespielt hat, gewann der Angreifer seither elf nationale Meistertitel und erreichte zahlreiche persönliche Auszeichnungen. Von 1999 bis 2007 stand er für seinen Klub auch in der Interliga, die er 2003 und 2007 gewinnen konnte, auf dem Eis. 2002, 2003, 2006 und 2007 wurde er Topscorer und 2003, 2006 und 2007 auch Torschützenkönig dieser Wettbewerbsserie. Seit der Aufnahme seiner Mannschaft in die Österreichische Eishockey-Liga zur Saison 2007/08 spielte Palkovics parallel in der österreichischen sowie der ungarischen Eishockeyliga, wobei er 2008 für die internationale Auswahl des KELLY’S All-Star-Games nominiert wurde. 2012 beendete er seine Karriere.

### International
Für Ungarn nahm Palkovics im Juniorenbereich an der U18-Junioren-C-Europameisterschaft 1992 sowie der U18-Junioren-B-Europameisterschaft 1993 sowie den U20-Junioren-C-Weltmeisterschaften 1993, als er zum besten Stürmer des Turniers gewählt wurde, 1994 und 1995, als er bester Torvorbereiter des Turniers war, teil.
Im Seniorenbereich stand er im Aufgebot seines Landes bei den C-Weltmeisterschaften 1993, 1994, 1995, 1996, 1997, 1998 und 2000 sowie bei der B-Weltmeisterschaft 1999. Nach der Umstellung auf das heutige Divisionensystem spielte er 2001, 2002, 2003, 2004, 2005, 2006, 2007, 2008, als er als Torschützenkönig und bester Stürmer des Turniers maßgeblich zum Aufstieg der Ungarn beitrug, 2010 und 2011 in der Division I und 2009, als die Magyaren erstmals nach 70 Jahren wieder in der höchsten Spielklasse des internationalen Eishockeys auf dem Eis standen, in der Top-Division.

## Erfolge und Auszeichnungen
| - 1993 Bester ungarischer Nachwuchsspieler - 1994 Rookie des Jahres der Ungarischen Eishockeyliga - 1996 Bester Stürmer der Ungarischen Eishockeyliga - 1999 Ungarischer Meister mit Alba Volán Székesfehérvár - 1999 Bester Stürmer der Ungarischen Eishockeyliga - 2000 Bester Stürmer der Ungarischen Eishockeyliga - 2001 Ungarischer Meister mit Alba Volán Székesfehérvár - 2002 Topscorer der Interliga - 2003 Ungarischer Meister mit Alba Volán Székesfehérvár - 2003 Gewinn der Interliga mit Alba Volán Székesfehérvár - 2003 Topscorer und Torschützenkönig der Interliga - 2004 Ungarischer Meister mit Alba Volán Székesfehérvár - 2005 Ungarischer Meister mit Alba Volán Székesfehérvár | - 2006 Ungarischer Meister mit Alba Volán Székesfehérvár - 2006 Topscorer und Torschützenkönig der Interliga - 2007 Ungarischer Meister mit Alba Volán Székesfehérvár - 2007 Gewinn der Interliga mit Alba Volán Székesfehérvár - 2007 Topscorer und Torschützenkönig der Interliga - 2008 Ungarischer Meister mit Alba Volán Székesfehérvár - 2009 Ungarischer Meister mit Alba Volán Székesfehérvár - 2010 Ungarischer Meister mit Alba Volán Székesfehérvár - 2011 Topscorer der ungarischen Eishockeyliga - 2011 Ungarischer Meister mit Alba Volán Székesfehérvár - 2011 Torschützenkönig der ungarischen Eishockeyliga - 2012 Ungarischer Meister mit Alba Volán Székesfehérvár |

### International
| - 1992 Aufstieg in die B-Europameisterschaft bei der U18-Junioren-C-Europameisterschaft - 1993 Bester Stürmer bei der Junioren-C-Weltmeisterschaft - 1995 Bester Vorlagengeber der Junioren-C-Weltmeisterschaft - 1998 Aufstieg in die B-Weltmeisterschaft bei der C-Weltmeisterschaft | - 2000 Aufstieg in die B-Weltmeisterschaft bei der C-Weltmeisterschaft - 2008 Aufstieg in die Top-Division bei der Weltmeisterschaft der Division I, Gruppe B - 2008 Bester Torschütze der Weltmeisterschaft der Division I, Gruppe B - 2008 Bester Stürmer der Weltmeisterschaft der Division I, Gruppe B |

## ÖEHL-Statistik
(Stand: Ende der Saison 2011/12)